# Horus
Horus (auch als Horos oder Hor transkribiert) war ein Hauptgott der Mythologie des Alten Ägyptens. Er ist, gemeinsam mit Seth, Bat und Neith, die älteste Gottheit der ägyptischen Geschichte und bereits auf Artefakten der protodynastischen Epochen um 3.400 v. Chr. zu finden. Er wurde fast durchweg als Falke dargestellt und ist deshalb heute gemeinhin als „Falkengott“ bekannt.
Horus war der Gott des Himmels und des Horizonts, er galt als Schutzpatron der Pharaonen und Kinder. Der ägyptischen Mythologie zufolge überspannten seine Flügel den gesamten Himmel und seine wachsamen Augen waren Sonne und Mond. Er galt in früher Zeit als gleichberechtigter Zwillingsbruder des Seth, als Sohn der Hathor (später wahlweise auch der Isis) und ab dem späten Alten Reich als Beschützer des Sonnengottes Ra. Ab dem Mittleren Reich erlangte er durch seine in Fabeln überlieferte Fehde mit Seth Berühmtheit, der nun als sein neidischer Onkel präsentiert wurde.
Im Mittleren Reich wird Horus als Gottheit des ersten und elften oberägyptischen Gaues (Ta-seti und Seth-Tier-Gau) aufgeführt, in der griechisch-römischen Zeit dagegen als Gott des 16. oberägyptischen und 14. unterägyptischen Gaues.

## Zum Namen

### Etymologie
Der heute gebräuchliche Name „Horus“ ist die latinisierte Form des altägyptischen Wortes Ḥr.w, was sehr wahrscheinlich schlicht „Falke“ bedeutet. Die ursprüngliche und tatsächliche Aussprache ist bis heute nicht vollumfänglich aufgeklärt. Der Grund hierfür ist der Umstand, dass Horus' Name bis in die 4. Dynastie während des Alten Reiches nur mit der Falkenhieroglyphe (Gardiner-Zeichen G5) geschrieben wurde. Da erst ab der 5. Dynastie der Falkenhieroglyphe komplementäre Schriftzeichen beigefügt wurden, ist nur die ungefähre Transkribierung ab dieser Zeit überliefert, sie lautet gemäß neueren Rekonstruktionen ˈħaːɾuw. Daraus wurde im Koptischen ħoːɾ und schließlich die gräzisierte Form Hóros, lateinisch eben Horus.

### Bedeutung
Was der Eigenname „Haru“ bedeutet, ist wiederum Gegenstand von divergierenden Auslegungen und Interpretationen. Die komplementären Schriftzeichen erlauben eine Deutung als „fern“, „weit“ und „hoch oben“ zu, sodass sein Name in etwa mit „der in Ferne ist“ oder „der in der Höhe ist“ übersetzt werden kann. Dies geht vermutlich auf die Flugkünste echter Falken zurück, die in luftigen Himmelshöhen sogar verharren (siehe Rüttelflug) und so scheinbar das ganze Land überblicken können.

### Beinamen
- „Der östliche Horus“
- „Horus, der in Schenut ist“
- „Horus-Anubis“
- „Horus von Hierakonpolis“
- „Horus, der Große / Horus der Alte“
- „Horus von Buto“
- „Der nördliche Horus“
- „Der vollkommene Horus“

## Darstellung

### Horus als Vogel
Die Grundgestalt von Horus ist ein Falke. Es ist allerdings nicht möglich, sich auf eine bestimmte Art festzulegen, weil bereits die frühdynastischen Ägypter mindestens vier Arten von Falken kannten und verehrten. Möglicherweise betrieben sie sogar die Falknerei. Zu den vier favorisierten Falkenarten, die als Inspiration für die Darstellung von Horus in Frage kommen, sind:
- Wanderfalke (Falco peregrinus): wird von Ägyptologen und Ornithologen besonders favorisiert. Als Grund wird angegeben, dass diese Falkenart nur saisonweise in Ägypten verkehrt und seine zuverlässige Rückkehr als Zeichen des Glücks gedeutet wurde.
- Eleonorenfalke (Falco eleonorae): steht an zweiter Stelle, weil seine Gesichtsmusterung besonders kontrastreich und damit den Darstellungen des Horusfalken am ähnlichsten ist.
- Baumfalke (Falco subbuteo): von ihm werden bis heute regelmäßig Falkenmumien ausgegraben, er erfuhr demnach kultische Verehrung wie die beiden vorgenannten Arten.
- Lannerfalke (Falco biarmicus): auch von ihm werden regelmäßig Mumien ausgegraben.

Allen Falkenarten gemein ist die markante Gesichtsmusterung mit der gebogenen „Tränenspur“ unter den Augen. Erschwert wird eine genaue Zuordnung dadurch, dass der Horusfalke auf frühdynastischen Objekten (wie zum Beispiel Elfenbeintäfelchen, Gefäßinschriften und Grabstelen) nur als Zeichnung, ohne Farben erscheint. Auf vordynastischen Objekten wird er außerdem ohne detaillierte Gesichtsmusterung dargestellt. Auch aus dem Alten Reich ist keine farbige Darstellung überliefert. Die späteren Darstellungen ab der Ramessidenzeit weichen farblich voneinander ab. Möglicherweise waren mehrere Falkenarten schon früh künstlerisch miteinander verschmolzen, eben weil die Ägypter mehrere Arten gleichzeitig verehrten.

### Horus als Hieroglyphe
Die Horusfalken-Hieroglyphe ist bereits seit der Prädynastik überliefert und als Gardiner-Zeichen G5 mit der Transkribierung Ḥr registriert. Wird Horus als Hieroglyphe oder Ideogramm dargestellt, erscheint er als sitzender Falke in Seitenansicht. Es gibt zahlreiche Variationen dieser Hieroglyphe, zum Beispiel als Falke mit Krone auf dem Kopf, als Falke mit Königsflegel, der aus dem Rücken zu ragen scheint, oder als Falke auf einer Standarte. Auch als ruhender Falke oder Falkenmumie kann er erscheinen.

### Horus als Gottheit
Als Gottheit erscheint Horus entweder als Falke, oder anthropomorph, das heißt, mit dem Körper eines Menschen und mit dem Kopf eines Falken. Er ist dann als athletisch-schlanker Mann zu sehen, dessen Körper in Frontansicht dargestellt wird, während das Gesicht stets zur Seite blickt. Statuen hingegen zeigen ihn vollständig von vorn. Meist wird er in schreitender Pose gezeigt, aber auch Sitzstatuen sind erhalten. Eher selten sind Statuen, die ihn kniend präsentieren. Ab der Ramessidenzeit wurden aber auch Statuen geschaffen, die Horus als komplett menschengestaltiges Kind mit Jugendlöckchen zeigen, meist stitzt er im Schoß seiner Mutter Isis oder Hathor. In der griechisch-römischen Zeit erfolgte die Darstellung des Gottes häufig als Legionär. Auch das Motiv der den Horusknaben stillenden Isis findet sich gelegentlich auf römischen Münzen mit dem Porträt von Kaiserinnen. Dabei handelt es sich nicht nur um in Alexandria geprägte Münzen für die römische Provinz Ägypten, sondern auch um reichsrömische Münzen, die in Ägypten nicht umliefen.

## Geschichtliche Entwicklung

### Überblick
Horus hat in der geschichtlichen Entwicklung der ägyptischen Mythologie zahlreiche Veränderungen erfahren: Es entstanden unterschiedliche Wesensformen in Falkengestalt, die jeweils in einen eigenen Mythos eingebettet sind und deswegen unterschiedliche Eigenschaften und Kultorte haben. Der gesamte Mythos um Horus ist deshalb sehr vielschichtig und erscheint zuweilen sehr kompliziert.
Das älteste Wesen des Gottes Horus war jedoch das eines Himmelsgottes. Die beiden Himmelskörper Sonne und Mond galten als die Augen des Gottes, wobei das rechte Auge das sogenannte Sonnenauge und das linke das Mondauge ist. Um beide Augen ranken sich verschiedene Mythen. Die Flügelspitzen des Gottes berührten die Grenzen der Erde. Ein aus der Frühzeit stammendes Bildsymbol, das ein Flügelpaar, die von Re stammende Sonnenbarke und einen darüber sitzenden Falken zeigt, wird als Kontamination verschiedener Himmelsbilder angesehen. Diese Darstellung gilt als Vorläufer des später häufig auftauchenden Symbols der Flügelsonne (Behedeti).
In seiner Bedeutung als Emblem eines siegreichen Volkes avancierte Horus zum Kriegsgott und zum kriegsbringenden Führer, wodurch der Glaube entstand, der König (Pharao) sei dessen irdische Verkörperung. Seit dieser Zeit trugen die Könige Ägyptens den Falkengott Horus in ihrer Königs-Titulatur. Die Bedeutung von Horus als Himmels- und Königsgott wird als gleich alt beziehungsweise zeitgleich angesehen.
Dadurch, dass die Könige zur selben Zeit den Gott Re verehrten, kam es zu einer Identifizierung des Horus mit der Sonne. Der zur Staatsreligion gegensätzlichen Vorstellung des Volkes zufolge war Horus jedoch zwischenzeitlich mit dem Sohn des Osiris gleichgesetzt worden. Die so entstandenen Wechselbeziehungen beider Identifizierungen eines Gottes führten zu einer verschiedenen Mythenbildung. Trotz der Unterschiede dieser beiden Horus-Götter verschmolzen die Ägypter den Sonnen-Horus in späterer Zeit mit dem gleichnamigen Gott des Osiriskultes zu einem Gott Horus. Allerdings führte dieser Verschmelzungsprozess (Synkretismus) in verschiedenen Kultzentren zu unterschiedlichen Ergebnissen, so dass es schließlich fünfzehn verschiedene Horus-Götter gab.
Trotz dieser vielen Sonderformen kann durch die Abstammungsgeschichte, die Horus im Mythos zugeschrieben wurde, eine grobe Einteilung vorgenommen werden:
- Als Sohn von Atum oder Re, von Geb oder Nut gehört Horus zum Sonnenkult.
- Als Sohn der Isis und des Osiris gehört er zum Osirismythos.[7]

### Weitere Formen des Gottes Horus
| F18 · D46 | X1 · O49 |

| F18 · D46 | X1 · O49 |

| G5 | N27 · X1 · Z4 |

| G5 | N27 · X1 · Z4 |

| G5 | Aa15 · N27 | O1 |

| G5 | Aa15 · N27 | O1 |

| G5 | G36 · D21 | A40 |

| G5 | G36 · D21 | A40 |

| G5 · Z1 | p · N6 |

| G5 · Z1 | p · N6 |

| G5 | G39 | Q1 | X1 · H8 |

| G5 | G39 | Q1 | X1 · H8 |

| G5 | F18 · D46 | X1 · O49 |

| G5 | F18 · D46 | X1 · O49 |

| G5 | O28 | G14 | X1 · I9 |

| G5 | O28 | G14 | X1 · I9 |

| G5 | F36 | M13 | T3 |

| G5 | F36 | M13 | T3 |

## Bedeutung für das Königtum

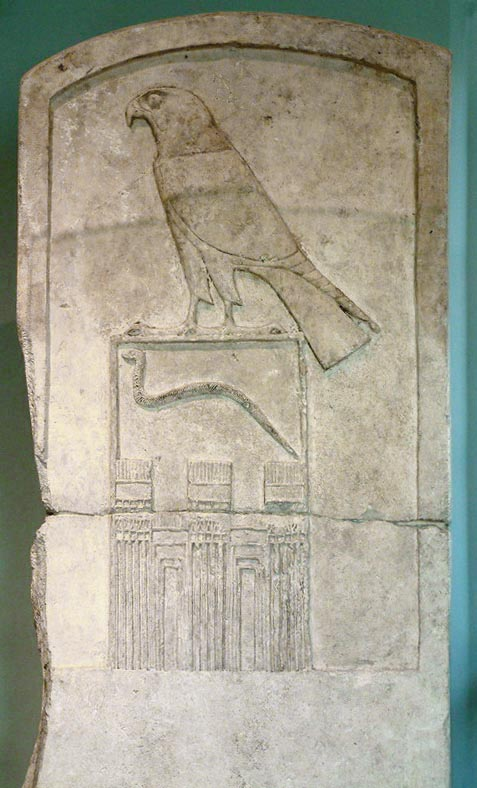
Horus-Name von Wadji im Serech

Horus war der Königsgott. Der Falke selbst stellte in vorgeschichtlicher Zeit ein Totem dar, das von den Nomadenstämmen im oberägyptischen Bereich als späteres Gauzeichen verehrt wurde. Der König wurde bereits seit Beginn der Vor- und Frühdynastischer Zeit mit dem Himmelsgott gleichgesetzt: Horus offenbarte sich in der Person des Königs; der lebende König war Horus.

### Horus im Königstitel
Für alle Könige Ägyptens war die Herrschaft des Horus Vorbild. Sie nahmen den Titel „Lebender Horus“ an, und so ist der Horusname der älteste ägyptische Königstitel. Er ist z. B. bereits für die Könige Hat Hor und Skorpion I. belegt. Der Titel wird durch einen Falken symbolisiert, der auf einem Rechteck, dem Serech, sitzt. Dieses enthält im unteren Teil die sogenannte Palastfassade und darüber den Namen des Königs. Auf der sogenannten Narmer-Palette, die in die 0. Dynastie datiert, ist ein Falke abgebildet, der als Horus bezeichnet wird. Bis in die 4. Dynastie war der Horusname der einzige Name des Königs (Pharaos), es kam aber noch in derselben Dynastie der Goldhorusname (auch Goldname) als weiterer Königstitel hinzu.

### Der Horus-Thron
Durch die Krönung zum König Ägyptens wurde der Herrscher zum Horus. Dies drückte sich nicht nur durch den Horusnamen selbst aus. Texte auf Stelen sprechen davon, dass der König auf „den Horusthron der Lebenden“ kam: Der König saß auf dem Thron des Horus. Eine der bekanntesten Stelen, auf der dieser Satz ebenfalls zu finden ist, ist die sogenannte Restaurationsstele Tutanchamuns, wo es u. a. heißt: „Erschienen auf dem Horusthron der Lebenden“ und „um einen König für immer zu schaffen, einen Horus, der dauert für alle Zeit“.

## Verehrung und Kultorte

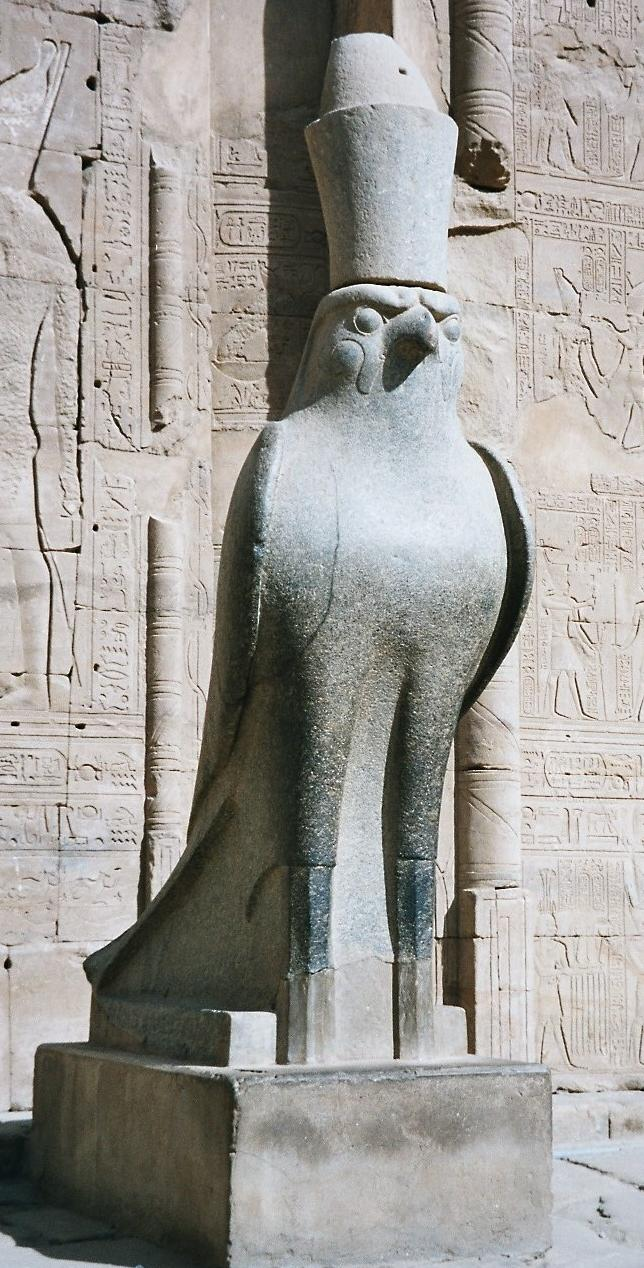
Statue des Horus im Tempel von Edfu

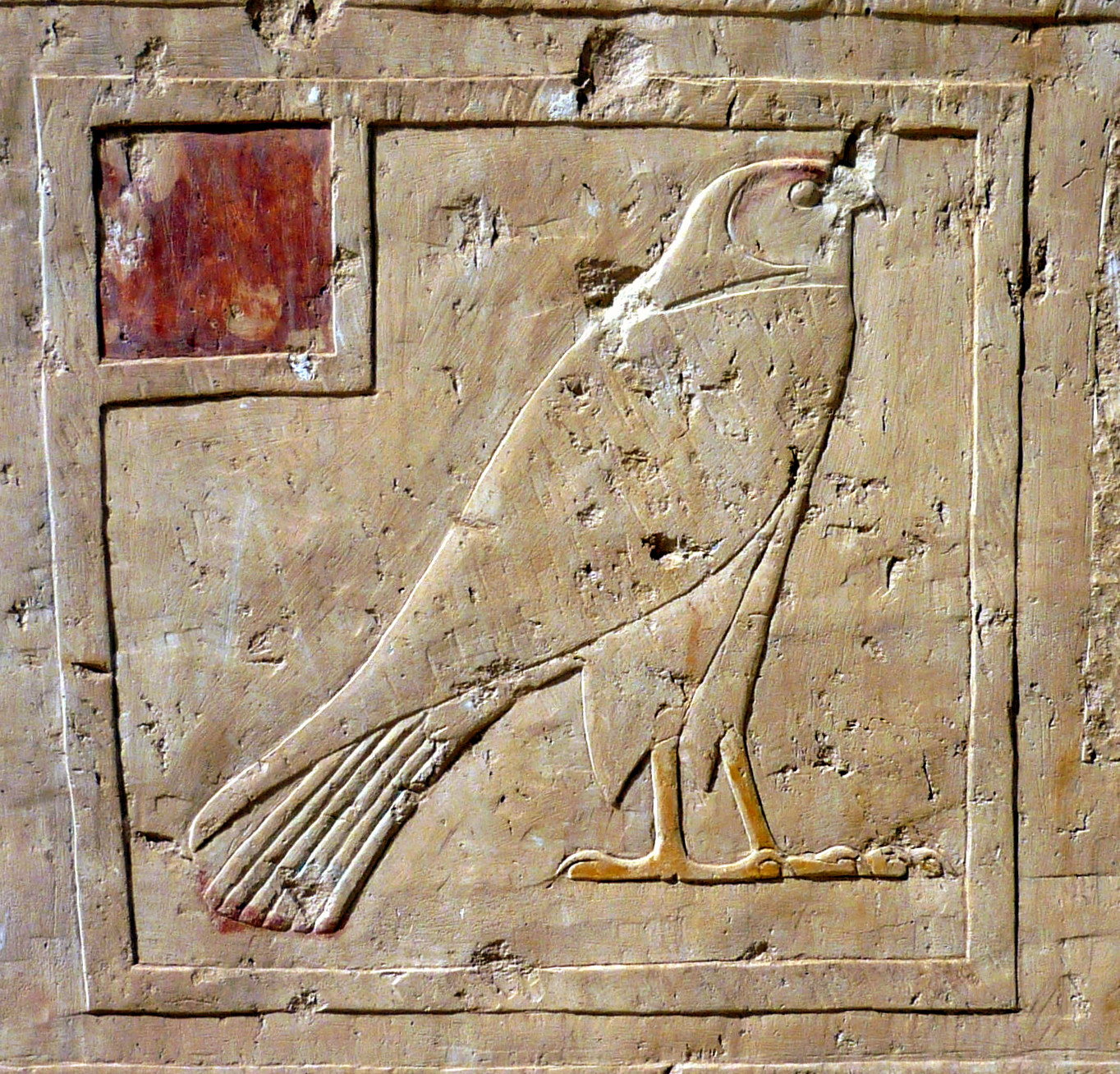
Name der Hathor in Hieroglyphen: Ḥwt Ḥr, übersetzt: „Haus des Horus“

Vor der Reichseinigung war Horus im oberägyptischen Hierakonpolis beheimatet. Weitere Kultorte waren Letopolis und Wawat, ein Gebiet, das südlich vom 1. Katarakt, im unteren Teil Nubiens, lag. Erst später kam Edfu hinzu. Hier wurde er zusammen mit seiner Frau Hathor und dem gemeinsamen Sohn als Dreiheit verehrt. In Kom Ombo wurde er als Haroeris und als Sohn des Re verehrt, in Heliopolis hingegen als Harachte, dem Gott der Morgensonne. Als Harpokrates wurde er hingegen unter anderem in Achmim, Philae, Edfu, Alexandria, Pelusium und dem Fajum verehrt. Als spätere Gottheit Unterägyptens galt er schließlich als Herr des Fruchtlandes von ganz Ägypten.

## Ägyptische Mythologie
Durch die geschichtliche Entwicklung und seine verschiedenen Wesensformen ist Horus in der ägyptischen Mythologie in unterschiedlichen Mythen vertreten. Sowohl Harsiese („Horus, Sohn der Isis“) als auch Hor-pa-chered („Horus, das Kind“) zählen zum Osirismythos, wohingegen die Wesensformen des Horus als Haroeris, Horus-Behedeti, Harachte und Harmachis an den Sonnenkult gebunden sind. Daraus ergeben sich die unterschiedlichen Schilderungen über seine Herkunft.
Im Osirismythos ist er der Sohn des Osiris und der Isis. Aber auch Hathor, deren Name mit „Haus des Horus“ übersetzt wird, wurde als seine Mutter angesehen, wobei die Inschriften des Tempels von Edfu sie als seine Gemahlin bezeichnen. Horus gehört nicht zum Kreis der Neunheit von Heliopolis, da der König (Pharao) als Sohn des Osiris ihn verkörpert. Somit steht er der Neunheit gegenüber. Horus wurde während des Monats von Ka-her-ka (Oktober/November) geboren.
Als „Horus der Ältere“, auch „Horus der Alte“, (Haroeris, auch Her-ur oder Her-wer) waren er und Isis die Eltern der vier Horussöhne (auch Kanopengötter) Amset, Hapi, Duamutef und Kebechsenuef. Den Horussöhnen oblag nicht nur der Schutz der Kanopen, sondern sie wurden auch von ihrem Vater als Wächter über die vier Himmelsrichtungen bestimmt, in die sie als Krönungsboten entsandt wurden.
In der griechischen Mythologie wird Horus per Interpretatio Graeca dem Gott Apollon gleichgesetzt.

### Der Streit zwischen Horus und Seth

#### Der Götterwettstreit nach dem Papyrus Chester Beatty I
Dieser wohl bekannteste Mythos um Horus ist die grundlegende Frage um die Thronfolge nach dem Tod seines Vaters Osiris, der zwischen ihm und dessen Bruder Seth ausgefochten wird. Eine erzählerische Variante des Streits zwischen Horus und Seth wurde im Neuen Reich während der Regierungszeit von Ramses V. verfasst:
Das Kleinkind Horus, Harsiese (Sohn der Isis), wurde von Isis durch die Begattung ihres verstorbenen Gatten Osiris empfangen. Isis zog ihn in den Sümpfen bei Buto auf. Als Horus schließlich zum Mann herangereift war, begann er, Krieg gegen Seth zu führen, um den Thron seines Vaters zurückzugewinnen. Er hatte viele andere Götter als Verbündete und errang im Kampf den Titel Harendotes: Der Beschützer seines Vaters. Obwohl Horus in den Kämpfen gegen Seth und seine Streitmächte sehr erfolgreich war, erholte sich dieser immer wieder von seinen Wunden und Horus konnte ihn nicht besiegen. Der Krieg zog sich hin, und der listenreiche Seth versuchte, für sich Vorteile zu erringen, indem er den Streit um die Thronfolge vor ein Göttergericht brachte.
Die Verhandlung dauerte achtzig Jahre, ohne dass die Götter des Tribunals zu einer Entscheidung gelangten. Die Mitglieder des Gerichtshofes von Heliopolis waren stets mit dem letzten Sprecher, den sie als Zeugen geladen hatten, einer Meinung und wechselten demzufolge immer wieder ihre Ansicht. Die meisten der Richter sprachen für Horus, während Re-Harachte, der den Vorsitz hatte, Seth begünstigte, da dieser der Sohn der Nut war. Schließlich setzten sich Schu und Thot für Horus ein, die die Gerechtigkeit vor der Gewalt aufrechterhalten wollten. Isis, die davon ausging, dass der Streit nun beendet sei, verkündete, es sei der Wille des Gerichts, dass das „Auge“, das Symbol der Königsmacht, an Horus gegeben werde. Re-Harachte, der sich so seiner Führung des Gerichts enthoben sah, wurde zornig und hielt die Götter davon ab, Horus das Auge auszuhändigen. Seth hingegen bedauerte inzwischen, den Fall vor Gericht gebracht zu haben, und da er von seinen Argumenten nicht mehr sehr überzeugt war, schlug er einen Zweikampf vor. Thot widersetzte sich, und so war das Gericht erneut an einem toten Punkt angelangt. Es erfolgte die Vorladung weiterer Götter, darunter der Widder von Mendes, der zusammen mit Ptah erschien, sowie die Göttin Neith. Diese sprach sich dafür aus, Horus den Thron zuzuerkennen, und dass Seth eine Entschädigung erhalten müsse, indem sein Besitz verdoppelt würde und er zwei weitere Frauen (Astarte und Anath) bekommen sollte. Die göttlichen Richter glaubten jetzt, endlich eine Lösung gefunden zu haben, allerdings war Re-Harachte verärgert. Daraufhin gerieten die übrigen Götter in Zorn, und nur Hathor gelang es, Re-Harachte zu besänftigen und dazu zu bewegen, sich wieder zum Gericht zu begeben.
Das Gericht trat abermals zusammen, aber die Diskussion, ob die Thronfolgerechte des direkten Nachkommen wichtiger seien als die besondere Eignung eines anderen Thronanwärters, führte zu keiner Entscheidung. Isis war von Seth von der Verhandlung ausgeschlossen worden und bestach den Fährmann der Götter, Anti, sie zur Insel der Gerichtsverhandlung zu bringen. Hier verwandelte sie sich in ein junges Mädchen. Als Seth das Mädchen sah, verließ er seinen Platz und lauerte ihr auf und Isis erzählte ihm eine Geschichte: Ihr Mann, ein Hirte, sei gestorben und sie sei allein mit ihrem kleinen Jungen zurückgeblieben. Später sei ein Fremder gekommen, der drohte, den Sohn zu schlagen, das Vieh wegzunehmen und sie fortzujagen. Und so bat sie Seth um Beistand gegen den Fremden. Seth, der ihr gefallen wollte, antwortete: „Soll Vieh an Fremde fallen, wenn ein Mann einen Sohn zum Erben hat?“ Nach diesen Worten verwandelte sich Isis in einen Milan, flog davon und rief Seth zu, dass er sein eigenes Urteil gesprochen habe. Seth ärgerte sich, auf ihre List hereingefallen zu sein, und beklagte sich darüber bei Re-Harachte. Dieser konnte jedoch nichts anderes tun, als das Urteil zu bestätigen, und antwortete Seth, dass dieser sich selbst verurteilt habe. Re-Harachte wurde ungeduldig und befahl den Göttern, Horus sofort zu krönen.
Seth war damit nicht einverstanden und schlug erneut einen Zweikampf vor. Die Götter stimmten dem Kampf, in dem sich beide in Flusspferde verwandeln sollten, zu. Gewinner wäre derjenige, der am längsten unter Wasser bliebe. Isis war sich sicher, dass Seth, dessen natürliche Gestalt die des Flusspferdes war, ihren Sohn Horus töten würde. Sie befestigte eine Harpune an einem langen Seil und warf diese ins Wasser. Ihr erster Wurf jedoch traf Horus, und als sie ihren Fehler bemerkte, warf sie die Harpune erneut und traf dieses Mal Seth. Seth flehte seine Schwester an, er solle sie ihrer beider Mutter wegen wieder befreien, und Isis befreite ihn. Wütend über diese Schwäche seiner Mutter sprang Horus aus dem Wasser und schlug ihr den Kopf ab. Daraufhin beschlossen die Götter, Horus zu bestrafen, konnten ihn aber nicht finden. Seth hingegen fand ihn auf dem Berg, riss ihm die Augen aus und vergrub diese in der Erde. Als Seth zu den Göttern zurückkehrte, erklärte er, er habe Horus nicht finden können. In einer Fassung des Mythos wurde Horus am Hang liegend von Thot, in einer anderen von Hathor gefunden. Hathor wusch ihm die Augenhöhlen mit Gazellenmilch aus, wodurch er sein Augenlicht wieder erlangte. Gemeinsam kehrten sie zum Göttergericht zurück. Doch erneut brach ein Streit aus, und Verleumdung, Betrug und Gewalt wurden beidseitig eingesetzt, um ein Ergebnis herbeizuführen. Isis vereitelte einen Anschlag von Seth gegen Horus, und Horus versuchte Seth in einem Duell zu betrügen, in dem er Seth schwer verwundete. Es konnte immer noch keine Entscheidung getroffen werden, und so rief das Gericht erneut Neith an, die jedoch nicht weiter helfen konnte.
Thot schlug schließlich vor, sich wegen eines letzten Urteils an Osiris zu wenden, der zugunsten seines Sohnes sprach. Osiris schimpfte die Götter für die lange Dauer der Urteilssprechung und, dass sie Horus so schlecht behandelt hatten. Osiris trug vor, er sei der Gott der Vegetation und die anderen Götter würden ihm Dank für Korn und Vieh schulden, denn kein anderer Gott außer ihm habe solche Dienste geleistet. Diese Äußerung machte Re-Harachte wütend und er entgegnete Osiris, es gäbe auch ohne ihn Korn. Durch seine Antwort beendete Osiris den Streit und stellte die Machtverhältnisse für den Gott der Lebenden und der Toten fest. Er pries den höchsten Gott der Neunheit und berief sich darauf, dass Maat missachtet worden sei. Seine eigentliche Drohung, dass ihm „Boten mit den wilden Gesichtern“ zur Verfügung stünden, sprach er nicht aus: Diese Boten könnten das Herz eines jeden Gottes oder Sterblichen holen, der Böses vollbracht habe. Außerdem sei es Bestimmung, dass jedes Wesen in den Westen, das Land der Toten, kommen würde. Und dort unterstünden alle dem Urteil von Osiris, der letztlich der Herr über alle sei. Diese Drohung blieb nicht wirkungslos: Das Urteil wurde eilends zugunsten von Horus gefällt, und Seth in Ketten vor die Götter gebracht. Re-Harachte nahm ihn nach Fürsprache als „Sohn der Nut und seinen Sohn“ zu sich, damit „Seth fortan mit ihm lebe, im Himmel donnere und man ihn fürchten solle“. Horus trat sein Erbe an, erhielt den Titel „Horus, Herr beider Länder“ und wurde Herrscher über Ober- und Unterägypten.

#### Die Köpfung der Isis
Das Tebtynis Manual enthält eine Version des Mythos in dem berichtet wird, wie der Gott Horus vor Seth in die Berge von Dedwen flieht. Die Mehrdeutigkeit der Übersetzung lässt keine eindeutige Interpretation zu, ob Horus dort Schutz bei seiner Mutter Isis sucht oder Isis diejenige war, die Seth nach Horus ausgeschickt hat. Nach der Interpretation des Textes vom Ägyptologen Dimitri Meeks handelt es sich bei der Erzählung um eine lokale Variante des Mythos um die Köpfung der Isis durch ihren Sohn Horus. Nachdem Horus seine Mutter verletzt und in der östlichen Wüste bei der Gottheit Dedwen Schutz sucht, wird ihm der Kopf von Dedwen abgeschnitten zur Bestrafung seiner Tat. Der neugeborene Horus wird anschließend von der lokalen Göttin Matit vor Apophis gerettet, wobei es sich um eine mögliche Anspielung der Auffassung von Apophis als Nabelschnur des Sonnengottes handeln könnte.
In der Erzählung nach dem Papyrus Chester Beatty I geschieht die Köpfung der Isis, nachdem Horus und Seth ihren Kampf als Nilpferde in einem See ausgetragen haben und Isis mit ihrer Harpune nach Seth gestochen hat, um diesen davon abzuhalten, ihren Sohn zu verletzen. Nachdem sie ihren Bruder jedoch an Land gezogen hat, lässt sie Gnade walten und lässt ihn entkommen. Horus ist daraufhin erzürnt, schneidet seiner Mutter den Kopf ab und rennt mit ihm in die Wüste. Als Re davon erfährt, lässt er die Götter nach Horus suchen, um ihn zu bestrafen. Währenddessen wird der Kopf der Isis temporär mit einem Kuhschädel ersetzt. Nachdem Seth den schlafenden Horus in der Oase findet, reißt er ihm die Augen heraus und vergräbt sie im Sand. Bei seiner Rückkehr gibt Seth vor Re an, dass er Horus nicht ausfindig machen konnte. Die Göttin Hathor macht sich anschließend auf die Suche nach Horus und stellt seine Augen wieder her mit der Milch einer gemolkenen Gazelle.
Die Version des Brooklyn Delta Manual schildert ein Kampfgeschehen zwischen Horus und den Feinden seines Vaters. Horus kann sich als Sieger durchsetzen und legt Seth in Ketten, doch seine Mutter Isis befreit ihren Bruder aus Mitleid. Diese Aktion erzürnt Horus, woraufhin er seine Mutter köpft. Das Verbrechen gegen Isis wird hier erneut von Dedwen gesühnt, der Horus als Vergeltung selbst den Kopf abschlägt. Im ptolemäischen Papyrus Jumilhac ist es die Gottheit Nemti hingegen die für die Köpfung der Isis bestraft wird. Nachdem Re von den Verbrechen erfährt, welches im Hathor-Tempel von Mefkat in Prosopitis (Aphroditopolis) stattgefunden haben soll, beauftragt er die Enneade Nemti im Gau Atfet zu häuten. Nachdem Thot die Haut von Nemti weggetragen hat, erschafft die Göttin Hesat aus Mitleid Milch, die sie Nemti zu trinken gibt. Durch die Milch kann die Haut von Nemti vollständig geheilt werden und er wird als Säugling wiedergeboren in Atfet als symbolische Vergebung zwischen Mutter und Sohn.
Auch der Grieche Plutarch erwähnt in seiner Moralia in Kapitel 19 diesen Mythos: Nach der Wiederbelebung des Osiris soll dieser den jugendlichen Horus aufgesucht haben und ihn auf einen Kampf mit Seth vorzubereiten. Osiris fragte Horus, was er für das edelste aller Dinge hielt. Als Horus antwortete: „Seine Eltern für das ihnen angetane Böse zu rächen,“ fragte Osiris ihn, welches Tier er für diejenigen, die in die Schlacht ziehen, für das nützlichste halte; und als Horus sagte: „Ein Pferd,“ war Osiris überrascht und stellte die Frage, warum er nicht eher einen Löwen als ein Pferd gesagt habe. Horus antwortete, dass ein Löwe für einen Mann in Not eine nützliche Sache sei, aber dass ein Pferd am besten diene, um die Flucht des Feindes abzuschneiden und ihn zu vernichten. Mit den Antworten zu Frieden erklärt Osiris Horus bereit gegen Seth zu kämpfen. Die treuen der Götter war im Konflikt zwischen Horus und Seth gespalten. Als Seths Konkubine Taweret zu Horus überläuft, sendet Seth eine Schlange als Boten auf Taweret, jedoch wird die Göttin von Horus und seiner Armee gerettet. Nachdem Seth und seine Anhänger besiegt wurden, wird er Isis in Ketten übergeben, die ihn nicht zu töten vermag und ziehen lässt. Horus stößt daraufhin seiner Mutter das Diadem vom Kopf, welches von Thot durch eine Kopfbedeckung mit Kuhhörnern ersetzt wird.

### Das Horus-Auge
In einer Version des Mythos Der Widerstreit von Horus und Seth sticht Seth Horus beide Augen aus (siehe oben), in einer anderen Fassung hingegen verlor Horus im Kampf gegen Seth nur das linke Auge, das sogenannte Mondauge. Dieses wird als „Horus-Auge“, auch „Udjat-Auge“, bezeichnet. Es ist das heile oder gesunde Auge. In beiden Fassungen des Mythos erhält Horus jedoch das Augenlicht zurück, indem Thot das Auge heilt.

Signet von Egypt Air mit Horus

## Moderne
Auch im heutigen Ägypten erfreut sich eine Verbindung zu Horus großer Beliebtheit, wahrscheinlich auch durch die Wertschätzung der muslimischen Araber für Jagdfalken. Die nationale Fluggesellschaft Egypt Air hat Horus als Signet und Logo, die Business-Class wurde früher Horus Class genannt. Auf dem Nil verkehrende Schiffe haben das Auge des Horus vorne am Bug beidseitig aufgetragen, um Unglück abzuwenden.